# Spinopeplus festae
Spinopeplus festae är en insektsart som först beskrevs av Giglio-Tos 1910.  Spinopeplus festae ingår i släktet Spinopeplus och familjen Diapheromeridae. Inga underarter finns listade i Catalogue of Life.